# John Peel (polityk)
John Peel, właśc. William John Peel, (ur. 16 czerwca 1912, zm. 8 maja 2004) – brytyjski polityk i dyplomata.
W latach 1946–1948 był brytyjskim rezydentem w Brunei, a 1949–1951 komisarzem-rezydentem na Wyspach Gilberta i Ellice (obecne Kiribati i Tuvalu).